# Euphorbia crispa
Euphorbia crispa är en törelväxtart som först beskrevs av Adrian Hardy Haworth, och fick sitt nu gällande namn av Robert Sweet. Euphorbia crispa ingår i släktet törlar, och familjen törelväxter. Inga underarter finns listade i Catalogue of Life.